# 1895 en architecture
| Années de l'architecture : 1892 - 1893 - 1894 - 1895 - 1896 - 1897 - 1898    |
| Décennies de l'architecture : 1860 - 1870 - 1880 - 1890 - 1900 - 1910 - 1920 |

Cet article présente les faits marquants de l'année 1895 en architecture.

## Réalisations
- Mars : Inauguration du Reliance Building à Chicago ;

## Événements
- x

## Récompenses
- Royal Gold Medal : James Brooks ;
- Prix de Rome : René Patouillard-Demoriane.

## Naissances
- 12 juillet : Richard Buckminster Fuller († 1er juillet 1983).
- 24 juillet : Albéric Aubert († 11 octobre 1971).
- 28 septembre : Wallace Harrison († 2 décembre 1981).

## Décès
- 15 mai : Alphonse Balat  (° 16 septembre 1818) .
- 23 juin : James Renwick Jr (° 11 novembre 1818).